# 沮渠天周
沮渠天周（?—?），北凉人。
沮渠无讳的堂弟。元嘉十八年北魏世祖拓跋焘遣镇南将军奚眷出击酒泉，沮渠无讳派沮渠天周据守，七月，奚眷围攻酒泉，“酒泉城中食尽，万余口皆饿死，沮渠天周杀妻以食战士。”冬十一月二十二日，奚眷攻克酒泉，俘沮渠天周，押送到平城斩首。 